# Doopjurk

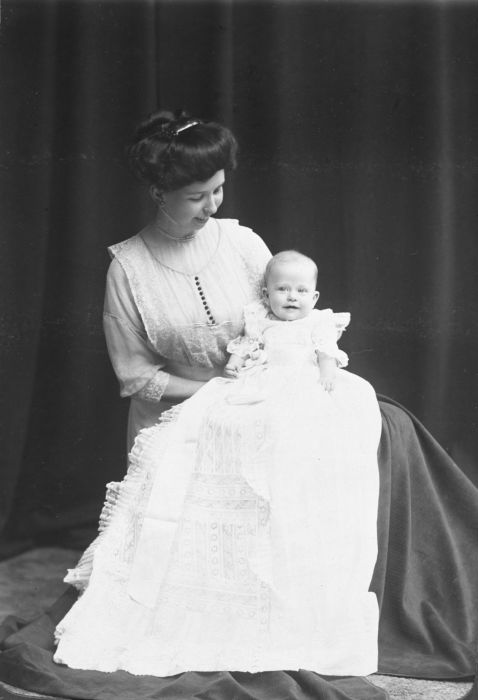
Baby in doopjurk, 1913.

Een doopjurk is een kledingstuk dat de dopeling draagt tijdens de doopplechtigheid. Meestal wordt er een lange witte jurk voor baby's mee bedoeld, die zowel door jongetjes als meisjes wordt gedragen. Maar ook bij volwassenendoop draagt de dopeling soms een speciaal gewaad dat doopjurk (of doopkleed) wordt genoemd.

## Doopkleding voor kinderen
Tot ver na de middeleeuwen werden kinderen zo snel mogelijk gedoopt, soms zelfs op de dag van de geboorte. Dit gebeurde omdat men het risico wilde vermijden dat het kind ongedoopt zou sterven. Er was toen nog geen speciale kleding voor de dopeling; het kind werd ingebakerd naar de kerk gebracht en vaak naakt gedoopt. Wel had men soms speciale omslagdoeken (wikkelkleden) voor de baby.

Traditionele lange witte doopjurk voor een baby.

Pas in de 18e eeuw werd het gebruikelijk dat de baby voor de doop speciale kleding kreeg. De doop gebeurde ook niet meer direct na de geboorte, maar enkele weken later. Toentertijd droegen baby's tot ze gingen kruipen lange jurken. De doopjurk was ook lang, meestal wit of ivoorkleurig en kon rijk versierd zijn met linten, kant, smokwerk en borduurwerk. De meest gebruikte stoffen waren katoen, linnen en zijde. Bij de doopjurk hoorde soms ook een mutsje, jasje of cape.
Doopjurken werden wel gemaakt uit de bruidsjurk van de moeder. Vaak waren het familiestukken die door verschillende generaties werden gebruikt. Een voorbeeld is de doopjurk van de Nederlandse prinses (later koningin) Wilhelmina uit 1880. Deze was bij de doop van haar achterkleinzoon Willem Alexander in 1967 nog steeds in gebruik.
In delen van Nederland met een eigen klederdracht bleef het tot in de twintigste eeuw gewoonte om baby's ingebakerd te laten dopen. Meestal werden de dopelingen in een speciale omslagdoek gewikkeld. Vooral in gebieden langs de kust van de Noordzee en Zuiderzee gebruikte men bij doopplechtigheden wikkelkleden van sits. Dit is een beschilderde, dichtgeweven katoenen stof die oorspronkelijk door de Vereenigde Oostindische Compagnie werd ingevoerd uit Zuidoost-Azië. Sits wordt in deze streken ook in de klederdracht gebruikt.
In de 21e eeuw worden kinderen steeds later gedoopt; ze zijn dan vaak al zes maanden tot een jaar. In ieder geval in Nederland is de traditionele lange witte doopjurk ook daardoor steeds minder populair geworden, hoewel ze nog steeds wordt gebruikt.

## Doopkleding voor volwassenen

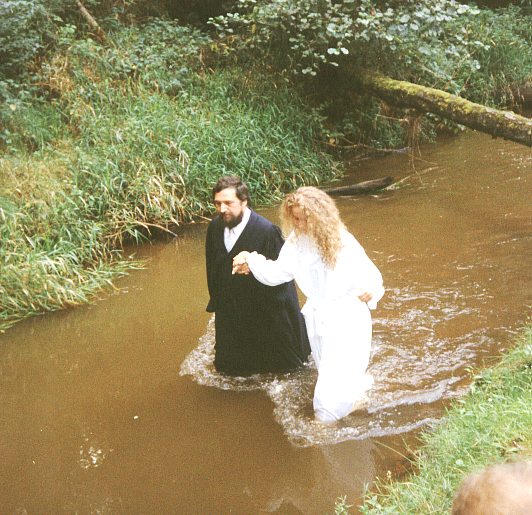
Kleding voor volwassenendoop

Bij de doop van volwassenen draagt de dopeling in sommige kerkgenootschappen een lang wit gewaad dat ook doopjurk of doopkleed wordt genoemd. Dit gebeurt vooral als de dopeling helemaal in het water wordt ondergedompeld.